# الأربعطاش
الأربعطاش بلدية بدائرة خميس الخشنة ولاية بومرداس وهي بلدية تعدادها السكاني 19356 مواطن.

## الملاعب
يضم إقليم هذه البلدية العديد من ملاعب كرة القدم، منها:
1. ملعب الأربعطاش (الإحداثيات: 36°38′33″N 3°22′16″E / 36.6424448°N 3.3710292°E)

## مواضيع ذات صلة
- بلديات ولاية بومرداس
- دوائر ولاية بومرداس